# Wasserwerk Echthausen
Das Wasserwerk Echthausen ist ein Wasserwerk an der Ruhr östlich von Wickede. Es besteht seit 1942 und gehört den Wasserwerken Westfalen. Das Wassergewinnungsgelände ist 73 ha groß.
Es arbeitet nach dem Verfahren der Grundwasseranreicherung. Das Ruhrwasswer wird an der Stauanlage Echthausen entnommen, vorgereinigt und in die Versickerungsbecken geleitet. Es sichert hier durch eine Filtersandschicht in den Grundwasserleiter im Ruhrtal. Durch gelochte Rohrleitungen zwischen den Becken wird das Wasser aufgenommen und zur Wasseraufbereitungsanlage (WAA) gegenüber dem Pumpwerk geleitet. Das Wasser wird mit UV-Licht desinfiziert. Vier Kreiselpumpen speisen das Trinkwasser in das Versorgungsnetz ein. Das Wasserwerk hat eine Kapazität zur Trinkwassergewinnung von bis zu 90.000 m³ pro Tag und 22 Mio. m³ pro Jahr.
2020 wurde auf dem Dach der „Weitergehenden Aufbereitungsanlagen“ (WAA) eine 375-kWp-Photovoltaikanlage mit 1176 Modulen in Betrieb genommen. Eine 2023 installierte PV-Freiflächenanlage, die in der Wasserschutzzone 2 gebaut wurde, sorgt mit 745 kWp zusätzlich für rund 700.000 kWh Solarstrom pro Jahr. Vom Gesamtstrombedarf von rund 8,9 Mio. kWh werden pro Jahr rund 1,1 Mio. kWh durch die PV-Dach- und Freiflächenanlagen auf dem Werksgelände gewonnen.